# Ryuji Kubota
Ryuji Kubota (窪田 龍二 Kubota Ryuji?), född 24 juli 1976 i Hyōgo prefektur, är en japansk före detta fotbollsspelare.
Kubota började sin karriär 1995 i Yokohama Marinos. Med Yokohama Marinos vann han japanska ligan 1995. 1998 flyttade han till Vissel Kobe. Han avslutade karriären 1998.